# ベンゴ州
ベンゴ州 (ベンゴしゅう、Bengo Province) はアンゴラ北西部の州。州都はカシート。北にザイーレ州、北東にウイジェ州、南東にクアンザ・ノルテ州、南西は首都ルアンダ州と接し、西は大西洋に面している。面積は20,300 km2。人口は約36万人（2014年国勢調査）。

## 歴史
1985年、ルアンダ州より新設された。
設置当時はルアンダ州を取り囲むように州域が広がっており、南東をクアンザ・スル州と接していた。2011年、州南部のイコロ・エ・ベンゴとキサマの2自治体がルアンダ州へ編入され、面積が約1.7万平方キロメートル減少するとともにクアンザ・スル州とは接さなくなった。

## 自治体
ベンゴ州には以下の自治体（ムニシーピオ）がある。
- アンブリズ
- ウクア
- カシート
- カズア
- カテーチ
- カナカサラ
- カロンボロカ
- カービリ
- キアヘ
- キコンゾ
- キーカボ
- キージ
- キーシコ
- キーシンジ
- キーバクシ
- ゴンビ
- ザラ
- サン・ジョゼ・ダス・マータス
- タビ
- デンボ・チオ
- ナンブアンゴンゴ
- パリージス
- バーラ・ド・ダンデ
- ピーリ
- プァンゴ・アールキン
- ブーラ=アトゥンブ
- ベラ・ヴィスタ
- ベンゴ
- ボン・ジーザス
- マブバス
- ムシマ
- ムンボンド

### その他の都市
- ムーシャルァンドゥ